# Agathosma involucrata
Agathosma involucrata är en vinruteväxtart som beskrevs av Eckl. & Zeyh.. Agathosma involucrata ingår i släktet Agathosma och familjen vinruteväxter. Inga underarter finns listade i Catalogue of Life.